# Ренкшовиці
Ренкшовиці (пол. Rększowice) — село в Польщі, у гміні Конописька Ченстоховського повіту Сілезького воєводства.
Населення — 935 осіб (2011).
У 1975-1998 роках село належало до Ченстоховського воєводства.

## Демографія
Демографічна структура станом на 31 березня 2011 року:
|          | Загалом | Допрацездатний вік | Працездатний вік | Постпрацездатний вік |
| -------- | ------- | ------------------ | ---------------- | -------------------- |
| Чоловіки | 457     | 79                 | 315              | 63                   |
| Жінки    | 478     | 80                 | 282              | 116                  |
| Разом    | 935     | 159                | 597              | 179                  |